# OC Confidential
OC Confidential är det fjärde studioalbumet av det amerikanska punkrockbandet Adolescents, släppt den 12 juli 2005. Det var gruppens första studioalbum sedan 1988, när de släppte albumet Balboa Fun*Zone. Det var även bandets första studioalbum efter återföreningen 2001, efter 12 år som inaktiva. Medlemmarna som spelar på albumet är grundarna Tony Reflex, Frank Agnew och Steve Soto, samt trummisen Derek O'Brien. 
Det blev det sista studioalbumet med gitarristen Frank Agnew. Trots att hans äldre bror, Rikk Agnew, hade lämnat bandet 2003, bidrog han med låten "Hawks and Doves", som han skrev själv, samt titelspåret "OC Confidential", som han skrev med hans brorson Frank Agnew, Jr. (Frank Agnew, Jr. turnerade även med bandet 2005). Rikk Agnew lämnade bandet på grund av att det inte gjorde han glad längre. OC Confidential är gruppens enda studioalbum med O'Brien. Förutom att spela på albumet producerade och mixade O'Brien även albumet.
Alla sex låtar från bandets EP Unwrap and Blow Me!, släppt 2003, är med på OC Confidential.
Reflex skrev all text till låtarna. År 2011 sade Reflex att albumet var egentligen nästan ett dokument för hans två avlidna bröder, en som hade begått självmord och en som blivit mördad.
Allmusic-kritikern Al Campbell gav OC Confidential 3.5 av 5 i betyg.

## Låtlista
All text skrevs av Tony Reflex. Musik skrevs av den som står inom parentes.
1. "Hawks and Doves" (Rikk Agnew) - 2:03
2. "Lockdown America" (Derek O'Brien) - 3:32
3. "Where the Children Play" (Steve Soto) - 2:33
4. "California Son" (Soto) - 3:31
5. "Guns of September" (Soto, Frank Agnew) - 3:18
6. "Pointless Teenage Anthem" (Soto) - 1:55
7. "Death on Friday" (F. Agnew) - 3:14
8. "Into the Fire" (F. Agnew) - 3:59
9. "Within These Walls" (F. Agnew) - 3:16
10. "Let It Rain" (Soto, F. Agnew) - 3:31
11. "OC Confidential" (R. Agnew, Frank Agnew, Jr.) - 3:31
12. "Monsanto Hayride" (O'Brien) - 3:43
13. "Find a Way" (Soto, F. Agnew) - 4:20

## Musiker
Adolescents
- Tony Reflex - sång
- Frank Agnew - gitarr, bakgrundssång
- Steve Soto - bas, bakgrundssång
- Derek O'Brien - trummor, bakgrundssång

Övrig musiker
- Johnny Wickersham - gitarr på "OC Confidential"